# BMW Z3
BMW Z3 (BMW:s chassikod: E36/7) är en sportbil, tillverkad av den tyska biltillverkaren BMW mellan 1995 och 2002.

## BMW Z3
BMW Z3 lanserades i samband med James Bond-filmen GoldenEye där Bond för första gången körde BMW. BMW Z3 finns som roadster (cab) med flera drag tagna från den klassiska BMW 507 som tillverkades på 1950-talet. Det minsta motoralternativet för roadstern är en 1,8 liters 4-cylindrig motor på 116 hk och den största motorn en 3,2 liters 6-cylindrig M motor på 321 hk. 
Coupé modellen lanserades 1999 och fanns i utförande med en 2.8 liters 6-cylindrig motor på 193 hk eller i M utförande på 321 hk. År 2001 Ersattes motorn av en kraftigare 3.0 liters motor på 231 hk och även en något kraftigare M motor på 325 hk.
BMW Z3 ersattes av BMW Z4 från och med år 2003.

## Testomdöme enligtTeknikens Värld
Z3 M coupé Testades mot Chevrolet Corvette, Chrysler Viper GTS, Ferrari F355 F1, Jaguar XKR, Lamborghini Diablo, Maserati 3200 GT, Porsche Carrera. Näst snabbast i acceleration, och den 5-växlade lådan är smidigast av alla. Överlägsen när det gäller inköpspris och bränsleförbrukning.

## Motor
| Modell  | Årsmodell | Motor                      | Cylindervolym | Effekt | Bränslesystem      |
| ------- | --------- | -------------------------- | ------------- | ------ | ------------------ |
| Z3 1.8  | 1996-1998 | M43: 4-cyl radmotor SOHC   | 1796 cm³      | 115 hk | Bränsleinsprutning |
| Z3 1.9  | 1996-1999 | M44: 4-cyl radmotor DOHC   | 1895 cm³      | 140 hk | Bränsleinsprutning |
| Z3 2.8  | 1997-1998 | M52: 6-cyl radmotor DOHC   | 2793 cm³      | 192 hk | Bränsleinsprutning |
| M       | 1998-2000 | S50: 6-cyl radmotor DOHC   | 3201 cm³      | 321 hk | Bränsleinsprutning |
| Z3 1.9i | 1999-2002 | M43: 4-cyl radmotor SOHC   | 1895 cm³      | 118 hk | Bränsleinsprutning |
| Z3 2.0i | 1999-2000 | M52TU: 6-cyl radmotor DOHC | 1991 cm³      | 150 hk | Bränsleinsprutning |
| Z3 2.8i | 1999-2000 | M52TU: 6-cyl radmotor DOHC | 2793 cm³      | 193 hk | Bränsleinsprutning |
| Z3 2.2i | 2001-2002 | M54: 6-cyl radmotor DOHC   | 2171 cm³      | 170 hk | Bränsleinsprutning |
| Z3 3.0i | 2001-2002 | M54: 6-cyl radmotor DOHC   | 2979 cm³      | 231 hk | Bränsleinsprutning |
| M       | 2001-2002 | S54: 6-cyl radmotor DOHC   | 3246 cm³      | 325 hk | Bränsleinsprutning |

## Bilder

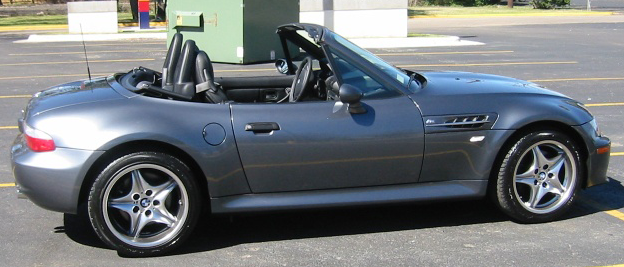
BMW Z3 M roadster.
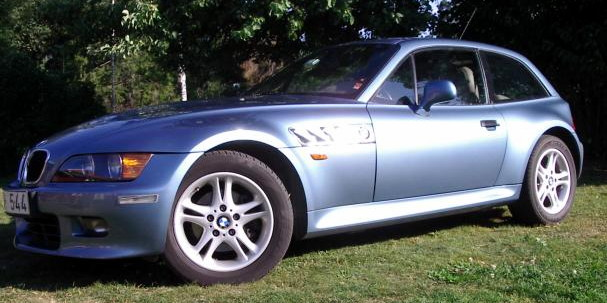
BMW Z3 coupé.
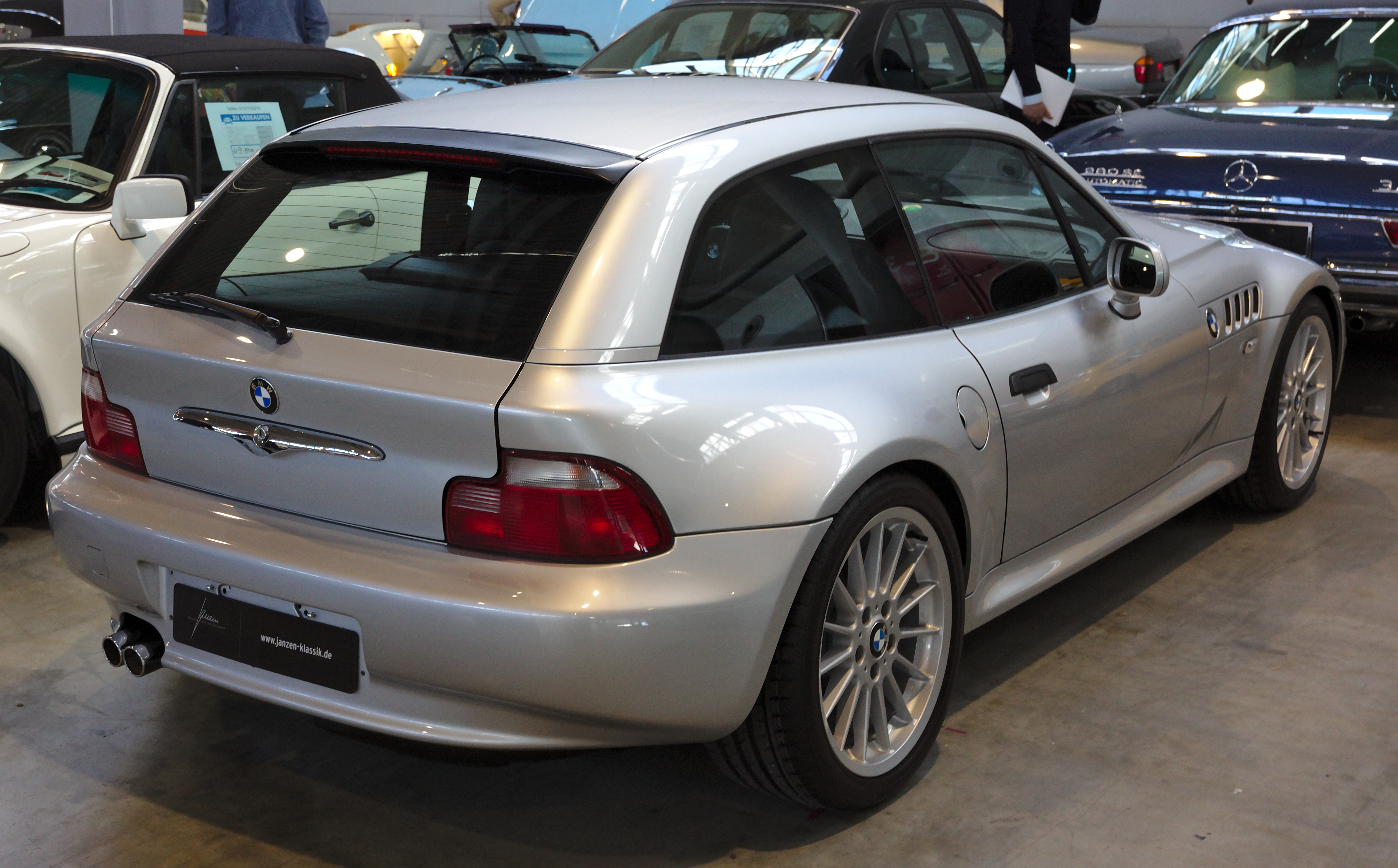
BMW Z3 coupé.
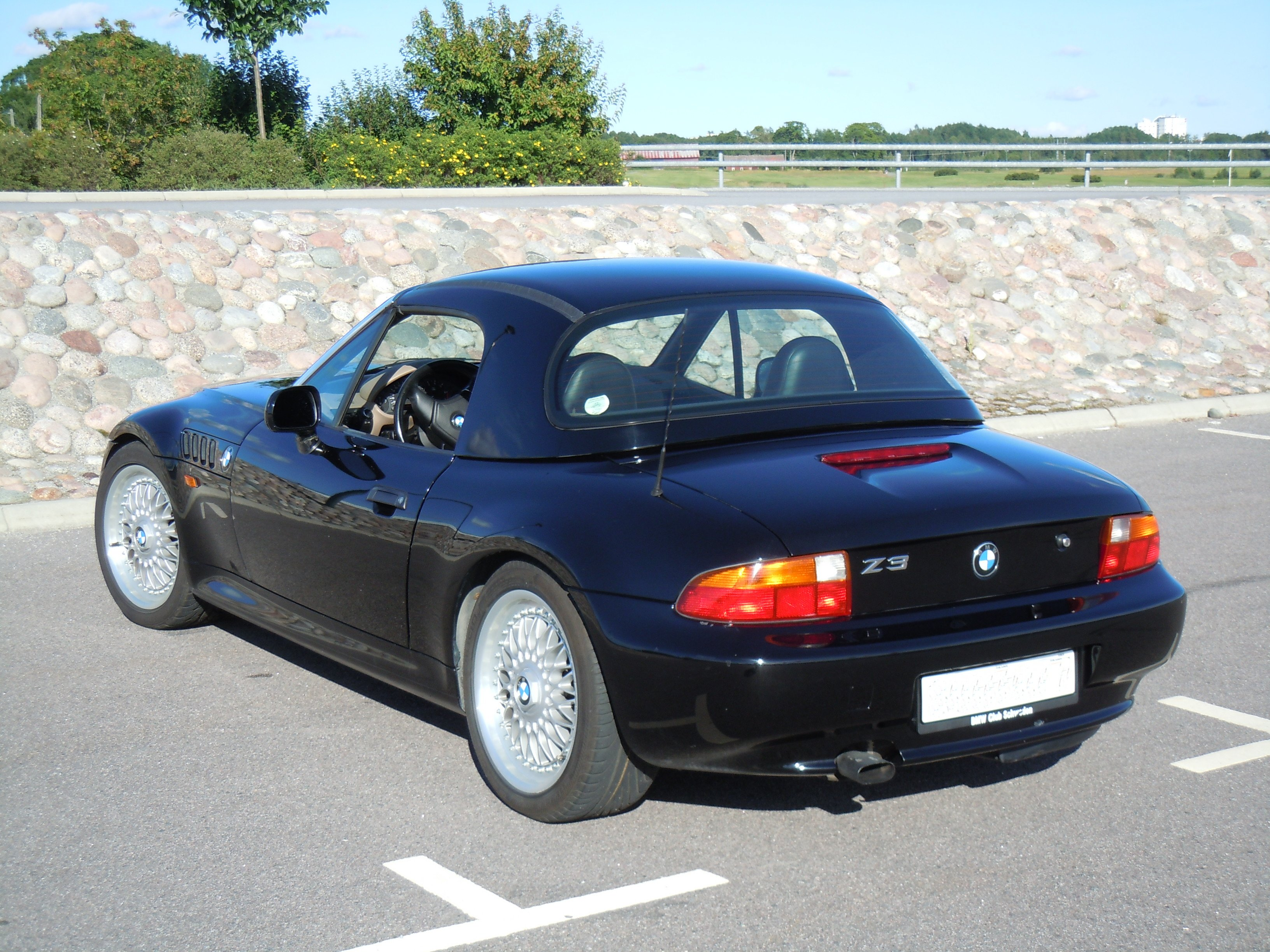
BMW Z3 med Hardtop och Style 5 hjul.